# Drosera praefolia
Drosera praefolia es una especie fanerógama de planta perenne tuberosa del género Drosera.

## Descripción
Crece en forma de roseta de 4 a 6 cm de diámetro con hojas verdes o a veces rojizas. Nativa del Florece de abril a mayo.

## Distribución y hábitat
Es endémica del sudeste de Australia del Sur al sur de la península de Fleurieu y al sur de la isla Kangaroo; prospera en suelo lateríticos arcillo-arenosos, francos, o con detritos descompuestos, en arbustales abiertos.

## Taxonomía
Fue formalmente descrita por Johann Gottlieb Otto Tepper en 1892 de especímenes por él colectados en la península Fleurieu. Antes, en 1882, Tepper había enviado su descripción y adjuntado especímenes a von Mueller, quien señaló a esas plantas como D. whittakeri var. aphylla, pero nunca publicó el nombre. Su lugar en el ranking de especies fue controvertido y varios autores, incluyendo a Raymond Hamet en 1907, a John M. Black en 1924, y a Allen Lowrie en 1989, lo reorganizaron por debajo de especie. Otros lo redujeron a sinónimo con Drosera whittakeri. En 1991, Robert J. Bates expone el caso para reconocerlo como especie, vinculando el nombre ilegítimo D. aphylla en el proceso, nombre no basado en la primera validación en la descripción publicada. Recientemente, varios autores han reconocido el taxón a nivel de subespecie o de especie, aunque otros aún lo reconocen solamente como parte de una sola y muy variable especie D. whittakeri sensu lato. En la revisión de D. whittakeri y especies relacionadas, Lowrie y John Godfrey Conran lo restablecieron al nivel de especie, argumentando que la morfología es disimilar aún de D. whittakeri requiriendo su propio epíteto de especie. Lowrie & Conran notan que D. praefolia es distinta de D. whittakeri (cuyas características opuestas se presentaron en paréntesis) por sus tubérculos blancos (anaranjados), hojas emergiendo tras florecer (antes de floración), y la forma de la hoja obada a obovada (espatulada ancha), además de otras diferencias.
Etimología
Drosera: tanto su nombre científico –derivado del griego δρόσος (drosos): "rocío, gotas de rocío"– como el nombre vulgar –rocío del sol, que deriva del latín ros solis: "rocío del sol"– hacen referencia a las brillantes gotas de mucílago que aparecen en el extremo de cada hoja, y que recuerdan al rocío de la mañana.
praefolia: epíteto